# Takahisa Masuda
Takahisa Masuda (増田 貴久?, Masuda Takahisa; Tokyo, 4 luglio 1986) è un attore e cantante giapponese famoso per essere un idol della Johnny's Entertainment.

## Biografia
Masuda entrò a far parte della Johnny & Associates come Johnny's Jr. nel novembre 1998. Durante la sua giovinezza, Masuda ha partecipato a diversi servizi fotografici. Nel 2001 è entrato a far parte del cast della sesta stagione della serie televisiva 3nen B gumi Kinpachi-sensei. Nel 2003 ha recitato come protagonista in Musashi. Si è anche esibito con il gruppo allora juniores Kis-My-Ft2 come la 'M' dopo la partenza di Matsumoto Kohei.
Sempre nel 2003 Masuda entra a far parte del gruppo J-pop NEWS per promuovere la Coppa del Mondo di Pallavolo femminile. Quando il gruppo si prese una pausa nel 2006, Masuda insieme a Yūya Tegoshi fondarono il duo Tegomass. Il duo ha pubblicato il singolo Miso Soup sia in Svezia che in Giappone. 
Nel 2008, Masuda e i promoters di TU→YU formarono un gruppo per l'uscita della canzone Soba ni iru yo, usata nella pubblicità del prodotto e rilasciata attraverso la rete di telefonia mobile giapponese.
Masuda ha ottenuto un ruolo nella serie Rescue, trasmessa nel gennaio 2009.
Nel novembre 2009 Masuda ha recitato a teatro in Ame no hi no mori no naka.
Attualmente è nuovamente attivo nel gruppo NEWS e anche nel gruppo Tegomass.

## Filmografia
- Kowai Nichiyobi 2000, nell'episodio 11 (2000)
- 3 nen B gumi Kinpachi Sensei (2001-2002) Serie TV
- Musashi (2003)
- Gekidan Engimono Ie ga Tooi (2005) Serie TV
- Gachi Baka (2006) Serie TV
- Dandori (2006) Serie TV
- Waraeru Koi wa Shitakunai (2006) Serie TV
- Honto ni Atta Kowai Hanashi Yuwaku Drive (2007) Serie TV
- RESCUE (2009) Serie TV
- Karei naru Spy, nell'episodio 4 (2009)
- Sotsu Uta (2010) Miniserie TV
- Jūi Dolittle, nell'episodio 2 (2010)
- 3 nen B-gumi Kinpachi-sensei Final SP (2011) Film TV
- Dachitabi~ Daiisshou Darusenyo na Camp (2011)
- Resident~5-nin no Kenshui (2012) Miniserie TV
- Kindaichi Shonen no Jikenbo N (neo), negli episodi 3 e 4 (2014)
- Komi-san wa, komyushō desu. (Komi Can't Communicate.), come attore protagonista (2021)